# Forni di Sotto
Forni di Sotto – miejscowość i gmina we Włoszech, w regionie Friuli-Wenecja Julijska, w prowincji Udine.
Według danych na rok 2004 gminę zamieszkiwało 716 osób, 7,8 os./km².